# Whanki Kim
Kim Whanki (hangul: 김환기), também Kim Whan-ki ou Kim Hwan-gi (Jeolla do Sul, 27 de fevereiro de 1913 — Nova Iorque, 25 de julho de 1974) foi um artista pioneiro de arte abstrata na Coreia. Seus primeiros trabalhos foram pinturas semi-abstratas que permitiam aos espectadores visualizar certas formas, mas seus trabalhos posteriores foram pinturas abstratas mais profundamente absorvidas, cheias de linhas e espaços.
Kim pertence à primeira geração de artistas abstratos coreanos, misturando conceitos e ideais orientais com abstração. Com expressão formativa refinada e moderada, baseada no lirismo coreano, ele criou seu mundo artístico característico. Suas obras de arte tratam amplamente de diversas matizes e padrões.
Respeitado tanto em seu país no país como no exterior, o Museu Whanki, dedicado a ele, foi inaugurado em Seul no ano de 1992.

## Biografia
Kim Whanki nasceu na vila de Eupdong-ri, na ilha de Anjwado, Sinan County, província de Jeolla do Sul. É o quarto filho e único do sexo masculino, do rico fazendeiro Kim Sang-hyeon. Ele cresceu confortavelmente e iniciou seus estudos no exterior aos 19 anos. Ele é o tio-avô do rapper e ator sul-coreano Choi Seung-hyun, mais conhecido pelo nome artístico T.O.P.

### 1931–1937: Tóquio

Kim Whanki - sem título

Tendo decidido se tornar um artista contra a vontade de seu pai, Kim secretamente embarcou em um navio com destino ao Japão para que pudesse participar do Departamento de Belas Artes da Universidade Nihon. Em 1931, ele matriculou-se na escola Nishikishiro, em Tóquio, e continuou a estudar na Faculdade de Artes da Universidade Nihon, de 1933 a 1936. Ele permaneceu mais um ano no Japão como assistente, antes de retornar à Coreia em 1937. O tempo de Kim em Tóquio possibilitou sua identidade como pintor abstrato. Em seus anos de universidade, ele ficou fascinado pelo trabalho de Henri Matisse e Pablo Picasso e foi influenciado por seus mentores, Togo Seiji e Fujita Tsuguji, que criaram novas ondas de cubismo e futurismo no Japão, após ter tido interação direta com artistas cubistas e futuristas na Europa. Suas obras de 1937 e 1938, como Rondo, Aria e White Seagull, mostram uma clara mudança em direção à abstração, com suas composições de formas geométricas puras que consistem em formas circulares e repetidas oblongas rítmicas com quadrados que se cruzam ou se sobrepõem. Foi no Japão que Kim realizou sua primeira exposição individual, através da Galeria Amagi, logo antes de retornar a Coreia, o que ocorreu em 1937, apesar de ter deixado o Japão, ele continuou a enviar trabalhos para a mostra inaugural da Exposição de Pintores Livres no Japão até 1940.

### 1938–1951: Seul
Depois de voltar de seus estudos em Tóquio, Kim continuou a conhecer membros do círculo literário coreano, enquanto ganhava mais interesse na arte tradicional de seu país. Em 1940, essa exposição não era mais chamada de Exposição de Pintores Livres. Foi chamada de Creative Artists Association (Associação de Artistas Criativos), devido ao aumento das tensões militares na região que não incentivavam novas ideias. A Creative Artists Association fez uma filial na Coreia e realizou sua primeira exposição em Seul, onde artistas coreanos, incluindo Kim, além de vários artistas japoneses, exibiram seus trabalhos.
Durante esse período em Seul, Kim descobriu a beleza representada pelos artefatos de cerâmica branca e madeira da dinastia Yi. Os anos de guerra entre 1942 a 1945 e de 1950, aumentaram o seu amor pela arte tradicional coreana. Nos anos 50, ele começou a usar esses artefatos como temas em suas pinturas. Além disso, ele teve acesso a diferentes trabalhos de cerâmica e artesanato em madeira e gostava de observá-los e conversar sobre eles por longos períodos.
"Nossos frascos (coreanos) abriram meu escopo sobre a qualidade estética e o povo coreano, o que pode ser dito que o manual que usei foram esses frascos".
Com base em suas submissões às exposições de neorrealismo, as obras de Kim durante 1942 e 1950 mostram inspiração da natureza e da vida cotidiana. Seu desejo de apresentar composição pura e objetos simplificados é evidente em trabalhos como Woods.

### 1951–1956: Busan e Seul
Durante a Guerra da Coreia, o governo coreano mudou-se para a cidade portuária do sul de Busan, junto com muitos refugiados. Kim também fugiu de Seul por segurança e permaneceu em um campo de refugiados por três anos. Sua esposa Kim Hyang-an relatou que esses anos foram um período de sofrimento para ele e lembrou de sua forte raiva e hábito de beber, embora continuasse pintando. Alguns dos trabalhos produzidos durante esse período são Refugee Train, Landscape at Chin-hae, Shanty e Jars and Women.
Quando Kim retornou a Seul em 1953, sua obsessão por jarros cresceu mais uma vez e ainda mais do que antes. Ele desenhava frascos repetidamente em seus trabalhos, incluindo em Jar and Poetry, White Jar and Woman, Jar e Jar and Plum Blossoms.  Seu retorno a Seul também o levou a lecionar na Faculdade de Belas Artes da Universidade Hongik, a realizar uma exposição individual na Galeria USIS e a ser eleito membro da Academia Coreana.

### 1956–1959: Paris
Os diários escritos por Kim mostram que sua partida para Paris, França, era algo que ele planejava há bastante tempo. A partir de 1954, muitos artistas coreanos fizeram esta viagem, incluindo Nam Kwan, Kim Heung-su e Kim Chong-ha. Paris, a capital do mundo da arte moderna, era o lugar que eles almejavam se curar de seu senso de inferioridade, resultante de suas experiências negativas com a arte ocidental no Japão. Embora muitos artistas e suas obras tenham sido significativamente alterados durante suas viagens ao exterior, Kim intencionalmente manteve a consistência e continuou a retratar temas como  jarros, pássaros, montanhas, veados e flores de ameixa. Na França, ele passou a entender e apreciar melhor as qualidades únicas da Coréia e da arte coreana.

### 1959–1963: Seul
Em seu retorno a Seul, em 1959, ele recebeu quase que imediatamente o cargo de decano da Faculdade de Belas Artes da Universidade Hongik. Em 1960, Kim se tornou presidente do Hongik Art College. Ele se viu ensinando e realizando tarefas administrativas com mais frequência do que se concentrar na arte. Ele costumava se sentir frustrado durante esse período devido conflitos com outros membros do conselho e da falta de conexão entre a realidade e os sonhos que ele tinha pelas instituições de arte.

### 1963–1974: Nova Iorque
Kim mudou-se para Nova Iorque, Estados Unidos, em outubro de 1963. Neste mesmo ano ocorreu em São Paulo, Brasil, a sétima edição da Bienal de São Paulo, o qual foi o primeiro ano em que a Coreia integrou a exposição. Kim participou como comissário e também como artista colaborador. Sobre a ocasião ele comentou: "A sala coreana [na Bienal] era boa. Minha pintura também não era ruim. Eu me senti confiante de que minha arte tinha significado. Há beleza na minha arte, e essa beleza vem de ter vivido no interior da Coreia".
Durante sua carreira nos Estados Unidos, surgiram trabalhos que retratavam assuntos cósmicos e planetários, som, eco e música. Na segunda metade de seu tempo em Nova Iorque, Kim passou muito tempo realizando colagens, trabalhos em papel machê e pinturas a óleo em jornais. Foi nesta época que ele começou a utilizar pontos em suas obras, às vezes até cobrindo telas inteiras com pontos, como em Where and in What Form Are We to Meet Again? de 1970.